# Марс-500

логопит «Марс-500»

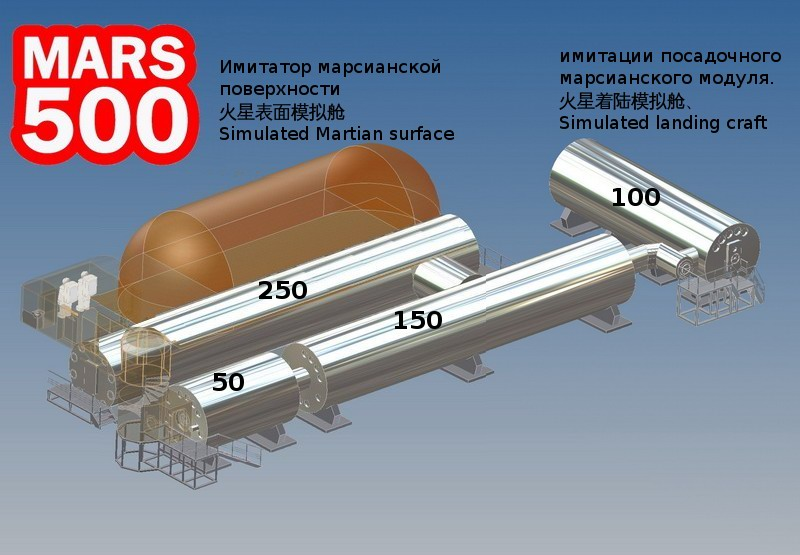
Тривимірна план Росія базі «Марс-500» комплексу, використовується для наземних експериментах, які доповнюють препарати МКС основі для пілотованого польоту на Марс.

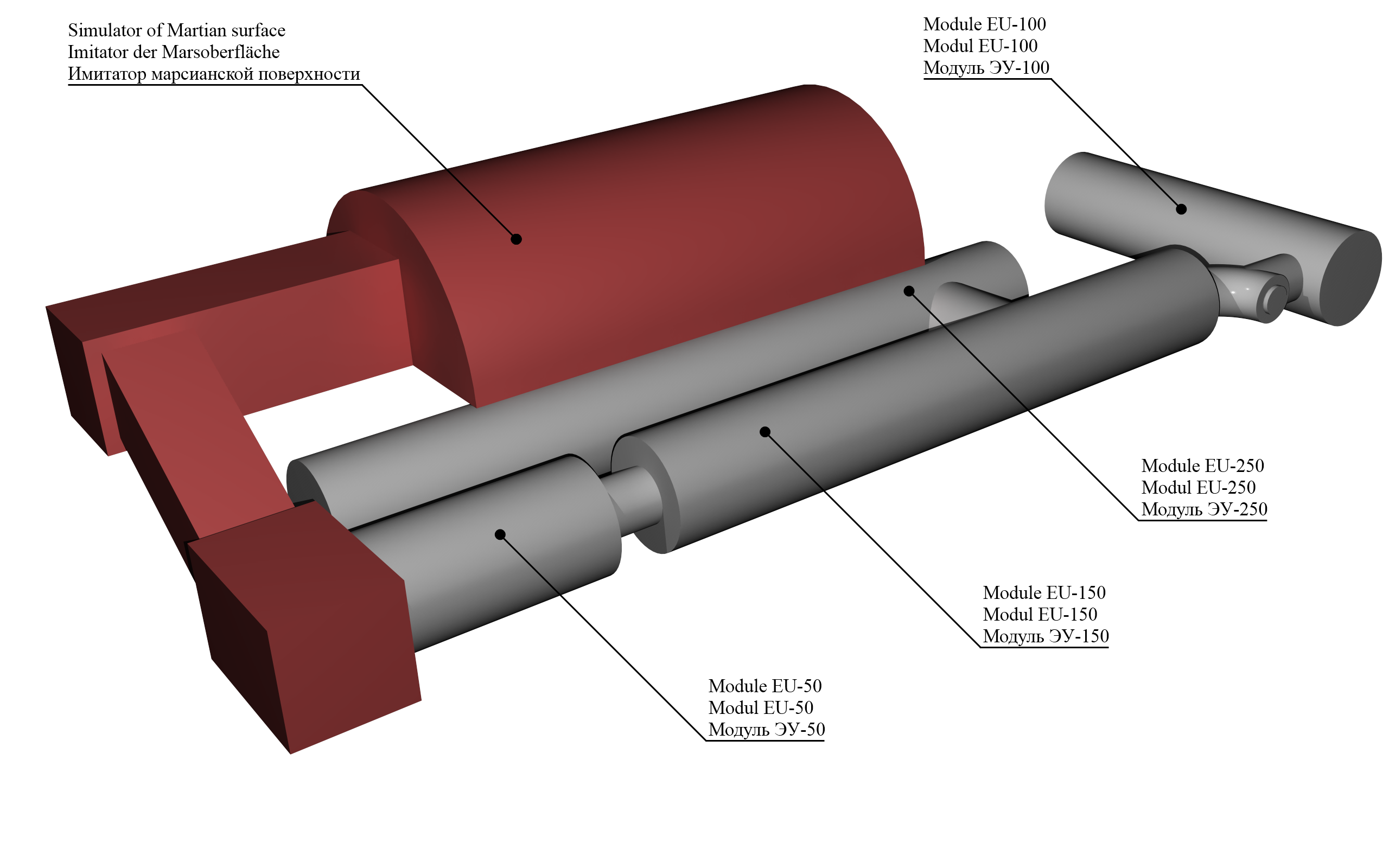
Медико-технічний комплекс проєкту

Схема розташування модулів комплексу.

«Марс-500» — це експеримент російського космічного агентства Роскосмос і європейського ESA. Проєкт імітує пілотований політ на Марс, під час якого шість добровольців будуть знаходитися в замкнутому комплексі від 520 до 700 днів. Експеримент максимально наближений до реального пілотованого польоту на Марс з поверненням на Землю. Проєкт здійснюється Інститутом медико-біологічних проблем РАН поблизу Москви. Його вартість оцінюється в 15 мільйонів доларів США Перші два етапи проєкту успішно завершені (14 — і 105-добова ізоляція). Реалізація третього етапу почалася 3 червня 2010 року Директор проєкту — льотчик-космонавт Російської Федерації Борис Моруков.

## Мета проєкту
Пілотований політ на Марс повинен відбутися в першій половині 21-го століття. Така місія вимагає величезних фінансових витрат і обтяжена великими технічними проблемами, бо через велику відстань між Землею і Марсом (від 55 до 400 мільйонів км) вона триватиме понад рік. Неминучий аспект місії — це те, що весь час команда з 6 космонавтів повинна жити у замкнутому приміщенні. Це може швидко призвести до напруженості всередині команди, тим більше що рутинна технічна робота, яка надходитиме під час всього польоту, і нудьга можуть стати серйозними проблемами.
Основна мета проєкту — зібрати дані про здоров'я членів команди та їх працездатності, зімітувавши основні особливості пілотованого польоту на Марс, такі як висока тривалість, автономність, незвичайні умови зв'язку з Землею — затримка зв'язку, обмеженість витрачаються ресурсів і визначити, чи можливий такий політ, виходячи з можливостей людського організму

## 14-добова ізоляція
Перший етап проєкту тривалістю в 14 діб був проведений в двох модулях медико-технічного комплексу — житловий модуль ЕУ-150, обсяг якого 150 м ³, і медичний ЕУ-100 об'ємом 100 м ³, що завершився в листопаді 2007 року.
Метою проведення цього етапу була перевірка відповідності технічних та експлуатаційних характеристик систем модулів, в яких повинен був жити екіпаж, оцінка їх зручності і ремонтопридатності. Екіпаж складався з 6 чоловік. Добровольці повинні були провести 14 діб в ізоляції.
Результат показав, що модулі відповідають всім необхідним вимогам

## 105-добова ізоляція
Другий етап проєкту тривалістю в 105 діб було проведено з 31 березня по 14 липня 2009 р. Проведення етапу було необхідно для отримання науково-технічної інформації та її аналізу, щоб організувати найбільш оптимально і ефективно основний останній етап проєкту. Основними завданнями, які повинні були бути вирішені дослідниками в ході виконання цього етапу, були: вивчення особливостей фізіологічної та психологічної адаптації членів екіпажу в умовах автономного існування, дослідження взаємодії екіпажу з співробітниками центру управління з урахуванням затримки зв'язку та інші
5 березня 2010 року ІМБП опублікував результати 105-добової ізоляції.

## 520-добова ізоляція
Третій і останній етап проєкту тривалістю 520 діб проводиться з 3 червня 2010 по листопад 2011. На цьому етапі буде виконуватися дослідження взаємодії «людина — довкілля» та збір інформації про стан здоров'я і працездатності екіпажу, будучи в умовах, наближених до марсіанському польоту: висока тривалість перебування в замкнутому просторі, автономність, зв'язок з Землею зі значною затримкою, обмеженість ресурсів. Також буде проводитися відпрацювання технологій медичного забезпечення космонавтів для міжпланетних польотів та оцінка можливості сучасних технологій, систем і засобів забезпечення життєдіяльності та захисту людини .
Для надання психологічної підтримки команді буде проводитися шаховий турнір між «марсіанську» екіпажем і відомим шахістом Анатолієм Карповим .
12 лютого 2011 екіпаж розділився на дві команди: Олексій Сітев, Сухроб Камолов і Ромен Шарль залишилися в «кораблі». Олександр Смолеевскій, Дієго Урбіна і Ванг Юе перейшли у посадочний модуль, в якому будуть проведені експерименти, пов'язані з посадкою на Марс

## Сателітні експерименти
Під час проєкту будуть реалізовані додаткові експерименти, іменовані сателітними, які спрямовані на вивчення впливу радіації, профілактики впливу невагомості, впливу пожежобезпечною атмосфери корабля та інші.

### Кардіологічні експерименти
Тривале перебування в ізольованому комплексі при впливі різних стресових факторів може сильно вплинути на організм, зокрема, на життєздатність і механізми регуляції. Щоб правильно проаналізувати наукові дані про стан команди піддослідних «Марс-500» протягом півторарічного існування в НЕКе необхідно проводити контрольні експерименти, у яких такі ж групи перебували б у природних умовах з урахуванням різних факторів середовища — клімато-географічних, виробничих і соціально-побутових . Тільки таким методом можна розробити критерії оцінки стану здоров'я і ризик розвитку захворювань у людей.
Кардіологічні експерименти націлені на вивчення динаміки зміни стану здоров'я за тривалий відрізок часу, впливу на неї екологічних факторів і створення критеріїв оцінки індивідуального ризику розвитку захворювань. Для цього були створені групи добровольців з різних країн світу з відмінним станом здоров'я. Добровольців будуть досліджувати тієї ж апаратурою і тими ж методами, що і випробуваних у проєкті «Марс-500». Потім ці групи добровольців будуть вивчатися, а результати порівнюватися з результатами дослідження еталонної групи випробувачів «Марс-500», яка буде знаходитися в термокамері в стандартних умовах.
Ці дослідження важливі не тільки для розвитку космічної медицини, але і для розвитку охорони здоров'я в Росії. Вони спрямовані на збереження здоров'я працюючого населення та професійного довголіття. У ході проведення кардіологічних експериментів будуть розроблятися нові методологія і технологія діагностики донозологического стану. Передбачається, що нові методи запровадять у систему охорони здоров'я, коли заходи будуть прийматися до початку розвитку хвороби. Вивчення донозологических станів особливо необхідно для космонавтів, тому що вони схильні до постійних стресових навантажень.
Під час 105-добового етапу була проведена робота з більш великими групами добровольців для того, щоб вибрати тих, хто відповідає критеріям практично здорової людини, і яких можна порівнювати з еталонною групою, досліджуваної протягом довгого часу в термокамері. Паралельно такі експерименти будуть проводитися в Москві, у Центральному регіоні Росії, на Кавказ е, на Півночі Росії, на Далекому Сході, а також в Білорусі і Казахстан е, в Чехії, в Німеччини і в Канаді.
Програма вивчення:
- Щомісячні оперативні дослідження, які складаються з:

* Реєстрації електрокардіограми з проведенням дихальних проб і вимірюванням артеріального тиску
* Заповнення спеціальної анкети про спосіб життя, навантаженнях і можливих скаргах за минулий місяць
- Щоквартальні динамічні комплексні дослідження, які складаються з:

* Реєстрації комплексу кардіореспіраторний параметрів з виконанням функціональних проб з фізичної, розумової та ортостатичної навантаженнями і вимірюванням артеріального тиску
* Заповнення докладної анкети та проведення психологічного тестування
- Стандартні поліклінічні диспансерні дослідження проводяться до і після всієї серії досліджень

При вимірюванні всіх параметрів використовується апаратно-програмний комплекс «Екосан-2007». Такою ж буде застосований і для 520-добового етапи. У перспективі подібні комплекси стануть багатопараметричних, багатоцільовими медичними приладами для людей, чия робота є стрессорной. «Екосан-2007» випробовувався на водіях автобусів і льотчиків .

### Імерсійний експерименти
Як відомо, під час довгого перебування людини в невагомості у нього з'являються гипокінетичні порушення. Для вивчення цього явища Інститут медико-біологічних проблем багато років проводить дослідження в цій області, що дозволило детально скласти картину гипокінетичних порушень. Результати експериментів показують, що головна причина розвитку порушень — це зміна в роботі гравітаційно-залежних механізмів, які відповідають за рухову активність при впливі гравітації на організм. Зміни починають відбуватися через порушення узгодженої роботи сенсорних систем, зокрема, опорної та пропріоцептивної.
Дані, отримані в ході експериментів, дають підставу вважати, що опорна афферентація у людини виконує роль механізму активації і регуляції активності позно-тонічної системи, а також, що опорна розвантаження є причиною фізіологічних і морфологічних змін, які звичайні для умов невагомості і мікрогравітації.
Основна мета імерсійним експериментів полягає у вивченні впливу опорної розвантаження на механізми реалізації опорних сигналів (спінальні, супраспінальні) і стан центральних механізмів систем управління рухом

### Гіпербарична експерименти
Під час всього польоту існує ризик виникнення пожежі в космічному кораблі. Для зведення цього ризику до мінімуму можливо буде використовуватися аргон. За допомогою аргону можна значно знизити концентрацію кисню в атмосфері космічного корабля без шкоди для екіпажа і створити так звану гіпоксичну середу.
З 1996 по 2003 рр.. ІМБП РАН проводив дослідження щодо перебування людини в нормоксичних і гіпоксичних середовищах, що складаються з кисню, азоту і аргону, які показали безпеку довготривалого перебування у нормоксичному середовищі і поліпшення адаптації організму завдяки аргону до гіпоксичної гіпоксії в гіпоксичної середовищі. У 1996 році протягом 7 діб група піддослідних перебувала при тиску в 10 метрів водяного стовпа в нормоксичному середовищі з вмістом кисню в 10 % (решта — азотно-Аргонова суміш). Розумова і фізична діяльність протягом усього експерименту зберігалася на нормальному рівні. При зменшенні кисню до 7,5 % з додаванням аргону було відмічено поліпшення адаптації до гіпоксії. У 1999 році випробувані провели 18 діб при тиску 5 м вод. ст. в нормоксичному середовищі також без порушень розумової та фізичної діяльності. У цей час безпечною для практичного застосування визнана суміш, що складається з 14 % кисень а, 53 % азота і 33 % аргон а. Тридобовий експеримент, проведений в 2003 році, при тиску 5 м вод. ст. з 10 % вмістом кисню виявив підвищення розумової та фізичної діяльності, уваги та обсягу короткочасної пам'яті людини.
Усі ці дослідження свідчать на користь можливості його застосування для створення пожежобезпечною середовища на пілотованому космічному кораблі, хоча кількості цих досліджень недостатньо, щоб зробити статистичну оцінку.
Гіпербарична експерименти доповнять знання щодо впливу пожежобезпечною кислородо-азотно-аргоновою суміші на організм людини за допомогою комплексної оцінки стану організму досліджуваного під час тривалого перебування в пожежобезпечною суміші. У добровольців будуть визначати рівень психічної і фізичної працездатності, оцінювати стан кардіореспіраторної системи, гематологічних, метаболічних та імунологічних показників у крові, а також проводити мікробіологічні дослідження та дослідження, які дозволять удосконалити існуючі системи життєзабезпечення .

### Радіологічні експерименти
Щоб уникнути комбінованого (хронічного і гострого) опромінення під час польоту на Марс, треба створити модель прогнозування радіаційного ризику. Модель повинна описувати ймовірність виникнення радіаційної хвороби в залежності від отриманої загальної дози, зниження працездатності, яке викликає гостра реакція організму, і можливе зниження загальної стійкості до впливу факторів міжпланетного перельоту. Створити таку модель можна, вивчивши вплив радіації на живий організм протягом довгого часу.
Радіологічні експерименти проводяться з метою вивчення радіобіологічних реакцій основних регуляторних систем організму (нервової, ендокринної, імунної, серцево-судинної, кровотворної), а також спермато-і цитогенетичної відповіді на опромінення та аналіз відстрочених ефектів опромінення (тривалість життя і канцерогенез). Як піддослідні обрані самці макаки-резус віком 3-5 років. Вони поділені на групи по 10-15 мавп у кожній. Експерименти організовані так, що імітують реальне опромінення космонавтів при польоті на Марс, включаючи гостру і хронічну фази хвороби. Джерело радіації, використовується в цих експериментах —  137  Cs.

### Дослідження шлунково-кишкового тракту
Серед космічних експериментів з медико-біологічного розділу «Довгострокової програми науково-прикладних досліджень і експериментів, що плануються на російському сегменті МКС» запланований і введений в дію експеримент «Спланх»: «Дослідження особливостей структурно-функціонального стану різних відділів шлунково-кишкового тракту для виявлення специфіки змін травної системи в умовах космічного польоту». У рамках проєкту «Марс-500» екіпажем виконується 24-годинна електрогастроентерографія — дослідження електричний активності відділів травного тракту людини за допомогою гастроентерографа «Спланх-1» — бортового приладу, розробленого ІМБП РАН за участю НВП «Істок-Система» (рос. НПП «Исток-Система») на базі серійно випускається електрогастроентерографа «Гастроскан-ГЕМ»

## Схема медико-технічного експериментального комплексу

Схема розташування модулів комплексу (1 — лабораторія, туалет; 2 — пункт управління, житлове приміщення, кухня, туалет, 3 — марсіанської-земної модуль; 4 — склад, оранжерея, ванна кімната, спортзал)

Медико-технічний комплекс створювався для проведення експериментів з імітації космічних польотів, які максимально наближені до справжніх, тривалістю не менше 500 діб з екіпажем 4-6 чоловік.
Комплекс включає декілька експериментальних установок (ЕУ):
- Модуль ЕУ-50

Обсяг модуля — 50 м³. Використовується для імітації посадкового марсіанського модуля. Модуль розрахований на 2-3-місячне перебування 3 чоловік.
Склад модуля:
* Житловий відсік з 3 спальними місцями і робочою зоною
* Кухня
* Санвузол
* Два перехідних шлюзу з люками для переходу в модуль ЕУ-150 і в шлюзову камеру імітатора марсіанської поверхні
* Системи забезпечення життєдіяльності
- Модуль ЕУ-100

Обсяг модуля — 100 м³. Використовується для проведення медичних та психологічних експериментів.
Склад модуля:
* Житловий відсік з 2 спальними місцями і робочою зоною
* Кухня-їдальня
* Санвузол
* Робочі місця з розміщеною на них медичною апаратурою
* Перехідний шлюз з люками, що з'єднані з модулем ЕУ-150
* Герметична двері в торці модуля і аварійний люк у протилежному торці модуля
* Системи забезпечення життєдіяльності
- Модуль ЕУ-150

Обсяг модуля — 150 м³. Використовується для проживання 6 осіб.
Склад модуля:
* 6 індивідуальних кают
* Кают-компанія для відпочинку та загальних зборів
* Кухня
* Санвузол
* Головний пульт управління
* Три перехідних шлюзу з люками:
* Торцевої для переходу в модуль ЕУ-50
* Торцевої для переходу в модуль ЕУ-100
* Бічній для переходу в модуль ЕУ-250
* Системи забезпечення життєдіяльності
- Модуль ЕУ-250

Обсяг модуля — 250 м³. Використовується для зберігання продовольчих запасів, розміщення експериментальної оранжереї, одноразового посуду, одягу та інше.
Склад модуля:
* Холодильна камера для зберігання харчових продуктів
* Сховище зі стелажами для зберігання продовольчих запасів, які не вимагають особливих умов зберігання, і для зберігання одноразового посуду та одягу
* Приміщення експериментальної оранжереї
* Тренажерний зал
* Шлюзова камера для видалення відходів
* Три герметичні двері — одна для з'єднання модуля зі шлюзовим переходом в модуль ЕУ-150, дві герметичні двері з металевими сходами в торцях модуля для передстартової завантаження запасу продовольства
* Системи забезпечення життєдіяльності
* Санвузол
* Душова кабіна
- Модуль «Імітатор марсіанської поверхні» (ІМП)

Обсяг модуля — 1200 м³. Використовується для імітації марсіанської поверхні.
Склад модуля:
* Імітатор марсіанської поверхні, що являє собою негерметичний відсік, що використовується для перебування екіпажу в скафандрах, які ізолюють від зовнішнього середовища
* Герметичні сходи і кесон, що розділяють модуль ІМП і модуль ЕУ-50, і має комору для зберігання скафандрів, гардероб і перехідний шлюз.

## Екіпажі
| Екіпаж 14-добової ізоляції                  | Рік народження | Професія                                                                         |
| ------------------------------------------- | -------------- | -------------------------------------------------------------------------------- |
| Рязанський Сергій (командир екіпажу)        | 1974           | Космонавт-дослідник                                                              |
| Артамонов Антон                             | 1982           | Інженер-фізик, інженер-програміст ІМБП РАН                                       |
| Ковальов Олександр                          | 1982           | Інженер, працює в лабораторії телемедицини ІМБП                                  |
| Тугушева Марина                             | 1983           | Біолог, науковий співробітник ІМБП                                               |
| Перфілов Дмитро                             | 1975           | Лікар, працює в лабораторії телемедицини ІМБП                                    |
| Артем'єв Олег                               | 1970           | Інженер РКК «Енергія»                                                            |
| Екіпаж 105-добової ізоляції                 |                |                                                                                  |
| Рязанський Сергій Миколайович               | 1974           | Космонавт-дослідник                                                              |
| Артем'єв Олег Германович                    | 1970           | Космонавт-випробувач                                                             |
| Шпаков Олексій Васильович                   | 1983           | Фахівець з фізичної культури та спорту                                           |
| Баранов Олексій Вікторович                  | 1976           | Лікар уролог, онколог                                                            |
| Сіріль Фурньє (фр. Cyrille Fournier)        | 1969           | Пілот комерційної авіалінії «Air France», в наш час[коли?] капітан аеробуса A320 |
| Олівер Кніккель (нім. Oliver Knickel)       | 1980           | Військовий інженер в Бундесвер                                                   |
| Екіпаж 520-добової ізоляції                 |                |                                                                                  |
| Сітев Олексій Сергійович (командир екіпажу) | 1972           | Інженер-кораблебудівник                                                          |
| Камолов Сухроб Рустамович                   | 1973           | Хірург                                                                           |
| Смолеевскій Олександр Єгорович              | 1978           | Військовий лікар, лікар загальної практики, фізіолог                             |
| Ромен Шарль (фр. Romain Charles)            | 1979           | Інженер                                                                          |
| Дієго Урбіна (італ. Diego Urbina)           | 1983           | Інженер                                                                          |
| Ван Юе (кит.: 王 玥)                        | 1983           | Асистент викладача для космонавтів                                               |

Набір добровольців завершений. Основні вимоги до добровольців були наступні :
* Вік — від 25 до 50 років
* Вища освіта: Також доброволець повинен мати, як мінімум, одну з таких професій:
* Практикуючий лікар, який володіє методами невідкладної медичної допомоги
* Лікар-дослідник, який володіє навичками клінічної лабораторної діагностики
* Біолог
* Інженер — спеціаліст по системах життєзабезпечення
* Інженер — фахівець з обчислювальної техніки
* Інженер — фахівець з електроніки
* Інженер-механік
* Обов'язкове знання російської та англійської мов на рівні, достатньому для професійного та побутового спілкування
Для проведення 520-добового експерименту перед стартом було відібрано 6 чоловік із списку кандидатів, які і склали екіпаж «марсіанського польоту»
Кандидати:
1. Єгоров Борис Опанасович (44 роки), інженер.
2. Жирнов Андрій Олександрович (30 років), інженер.
3. Камолов Сухроб Рустамович (32 роки), хірург.
4. Синельников Михайло Олегович (37 років), інженер-електромеханік.
5. Сітев Олексій Сергійович (38 років), інженер-кораблебудівник.
6. Смолеевскій Олександр Єгорович (33 роки), лікар загальної практики.
7. Сухов Олександр Вікторович (32 роки), інженер.
8. Ромен Шарль (фр. Romain Charles), (31 роки), інженер.
9. Жером Клеверс (фр. Jerome Clevers) (30 років), інженер.
10. Дієго Урбіна (італ. Diego Urbina) (27 років), інженер.
11. Ван Юе (кит.: 王 玥) (27 років), асистент викладача для космонавтів.

З 10 по 11 березня 2010 року 11 кандидатів пройшли тренування на виживання. Їх поділили на дві групи по 5 і 6 чоловік. У першій командиром екіпажу був провідний інженер-випробувач з ЦПК ім. Гагаріна Борис Єгоров, в другій — старший інспектор-водолаз ЦПК ім. Гагаріна Михайло Синельников .

## Попередні проєкти
- У 1967 році в Інституті медико-біологічних проблем РАН було здійснено схожий проєкт. Добровольці перебували протягом року в макеті житлового відсіку з частково замкнутим циклом систем життєзабезпечення. Експеримент переривали через конфлікти між членами екіпажу.
- У Красноярському інституті біофізики РАН в 1972 році був проведений складніший досвід, який відрізнявся від попереднього тим, що в комплексі була встановлена повністю замкнута система життєзабезпечення, завдяки якій випробовувані отримували воду і повітря з відпрацьованих ресурсів.
- З вересня 1976 по січень 1977 року був реалізований експеримент, який тривав 120 діб, для відпрацювання бортової системи регенерації води і режимів зв'язку з наземними службами, а також для вивчення групової динаміки в ізольованій малій групі з участю «експедиції відвідин».
- З травня по червень 1980 року відбувся експеримент завдовжки в 25 діб, завданнями якого було вивчення акустичної обстановки і дослідження психологічної сумісності при відвідуванні комплексу жіночим екіпажем.
- У 1983 році з лютого по квітень змішаний основний екіпаж провів 60 діб у комплексі. Протягом експерименту вивчався його поведінка і вироблялася імітація ситуацій гострого періоду адаптації при виконанні складної операторської роботи з управління об'єктом.
- Після цього були вироблені ще 2 експерименти по 90 діб. При виконанні першого досліджувалася акустика роботи бортових систем. У другому — психофізіологічний стан добровольців при моделюванні трьох аварійних ситуацій, кожна з яких тривала по 6 діб.
- З вересня 1994 по січень 1995 року був реалізований в рамках російсько-європейської програми «EuroMir-95» експеримент, іменований «Поведінка людини в тривалому космічному польоті» (англ. Human Behavior in Extended Spaceflight (HUBES )). Завдання було в моделюванні польоту космонавта ESA на орбітальній станції «Світ».
- У період з 21 жовтня 1995 по 22 січня 1996 року Інститут медико-біологічних проблем РАН реалізував проєкт «Екопси-95» у наземному експериментальному комплексі (НЕК) тривалістю 90 діб. Вчені намагалися визначити поняття психофізіологічної комфортності середовища існування, дати оцінку взаємодії людини і середовища, і з'ясувати, чи можливо керувати динамікою цього процесу. Командиром основного екіпажу був призначений військовий льотчик першого класу А. Андрюшко <.
- З 2 лютого 1999 до 22 березня 2000 року той же інститут провів експеримент у НЕКе під назвою «Імітація польоту міжнародного екіпажу на космічній станції» (англ. Simulation of Flight of International Crew on Space Station (SFINCSS-99 )). Перша група прожила в загальній складності 240 діб модулі ЕУ-100 «Світ», об'єм якого становив 100 м³. Друга і третя групи жили в модулі ЕУ-37 «Марсолет» об'ємом 200 м³, розроблений у 70-х рр.. Екіпажі могли контактувати між собою і навіть виконувати спільно деякі роботи (крім випадків аварійних ситуацій), так як модулі були поєднані. Для екіпажів відвідування призначався найменший модуль — ЕУ-50. Раз на місяць відбувалася імітація прильоту вантажного корабля для доставки «на борт» необхідних продуктів, приладів та інструментів. Перші три групи складалися з добровольців з п'яти країн. У ході виконання програми SFINCSS-99 було проведено 80 експериментів, приготованих вченими з Росії, Японії, Німеччини, Канади, США, Норвегії, Швеції, Чехії і Австрії

## Критика
На думку льотчика-космонавта СРСР Валентина Лебедєва, такі експерименти марні, тому що умови цих експериментів надто далекі від реального міжпланетного перельоту. Він вказує на те, що будь-який учасник у будь-який час може відмовитися від подальшої участі і покинути комплекс, на відміну від реального польоту на Марс .